# アイアンマン3
『アイアンマン3』（Iron Man 3）は、2013年のアメリカ合衆国のスーパーヒーロー映画である。マーベル・スタジオ製作。
「マーベル・コミック」のアメリカン・コミックヒーロー『アイアンマン』の実写映画化作品の第3作品目。また、様々な「マーベル・コミック」の実写映画を、同一の世界観のクロスオーバー作品として扱う『マーベル・シネマティック・ユニバース』（MCU）の作品としては『アベンジャーズ』に続いて第7作品目の映画となる。また、「フェイズ2（第2シーズン）」の第1作目でもある。

## 概要
「マーベル・コミック」のアメリカン・コミックヒーロー『アイアンマン』の実写映画化作品の第3作。『アイアンマン』、『アイアンマン2』の続編である。また、様々な「マーベル・コミック」の実写映画を、同一の世界観のクロスオーバー作品として扱う『マーベル・シネマティック・ユニバース』シリーズの作品としては『アベンジャーズ』に続いて第7作目となる。そのこともあり、『アベンジャーズ』でハルクに変身してアイアンマンと共闘したブルース・バナーが、エンディングで出演している。
本作は映画『アイアンマン』シリーズ三部作の一応の「完結編」としており、主人公のトニー・スタークが、アイアンマンになる以前の今より横柄だった頃の無礼が招いた危機と、アイアンマンとなったことで生じたトラウマ、今なお胸の奥に残る兵器の破片、1作目ではトニーを拉致し2作目では敵役のウィップラッシュを影から支援していた因縁深いテロリスト組織「テン・リングス」とそのリーダー「マンダリン」の真の正体が明らかになり直接対決する、などといった様々な問題に決着を付ける内容となっている。
マーベル・スタジオが製作、ウォルト・ディズニー・スタジオ・モーション・ピクチャーズが配給する1。監督はシェーン・ブラック、脚本はブラックとドリュー・ピアースが務め、ウォーレン・エリスによるコミック「エクストリミス」を基にした物語となっている。トニー・スターク役のロバート・ダウニー・Jr、ペッパー・ポッツ役のグウィネス・パルトロー、ジェームズ・ローディ役のドン・チードルは引き続いて出演する。前2作の監督であるジョン・ファヴローは製作総指揮としてクレジットされると同時に引き続いてハッピー・ホーガン役を務め、この他にガイ・ピアース、レベッカ・ホール、ステファニー・ショスタク、ジェームズ・バッジ・デール、ベン・キングズレーらが主要キャラクターを演じる。
『アイアンマン2』公開後の2010年5月にファヴローは監督降板を表明し、翌2011年2月にブラックが新たに起用された。2012年4月から5月にかけてキングズレー、ピアース、ホールらが加わり、5月23日よりノースカロライナ州ウィルミントンで撮影が開始された。ノースカロライナ州の他にもフロリダ州、中国、ロサンゼルスでも撮影が行われた。視覚効果にはスキャンラインVFX、デジタル・ドメイン、WETAデジタルなど17社が参加した。
ポストプロダクション時にステレオDによる3D変換され、2013年4月14日にフランス・パリのグラン・レックスでプレミア上映が行われた。国際市場では4月25日、北米では5月3日に封切られた。日本では4月26日と全米の一般公開日よりも早く封切られた。マーベル・シネマティック・ユニバースの映像作品で、このような措置が取られたのは本作が初である(二作目は2016年公開の『シビル・ウォー』)。日本でのキャッチコピーは「さらば、アイアンマン」となっている。

## あらすじ
トニー・スタークは、1999年の大晦日にスイスのパーティーに訪れていた。パーティーで知り合った植物学者のマヤ・ハンセンに興味を持って彼女の部屋に向かうが、“アドバンスド・アイデア・メカニックス（A.I.M.）”の創設者である若き科学者、アルドリッチ・キリアンの熱烈な交渉を受ける。トニーはキリアンに屋上で商談する約束をするが、それを反故にして「生物の遺伝子の未使用領域を活用して能力を向上させる」という研究についてマヤと一夜を過ごしながら話し合った。キリアンは寒空の下で一晩中トニーを待ち続けたが結局現れず、屈辱を与えられる。
2012年12月。ニューヨークにおけるアベンジャーズとロキ率いるチタウリ軍団の戦いから7ヶ月後。トニーはスターク・インダストリーズを恋人ペッパーに任せ、アーマーを次々と開発していた。遠隔操作と自動装着を可能にする新型アーマー“マーク42”まで開発したものの、かつての戦いで不眠症やパニック障害を患ったトニーは、悪夢や発作に悩まされ、どこに行くにもアーマーを持ち歩く“アーマー依存症”とも言うべき状態に陥っていた。
その頃アメリカ国内では、爆破テロを行っては電波ジャックによる犯行声明を出す“マンダリン”率いるテロリスト組織“テン・リングス”の活動が問題視されていた。トニーの親友であるジェームズ・“ローディ”・ローズ大佐は大統領の命を受け、“ウォーマシン”を改良した新型アーマー“アイアン・パトリオット”を着て捜査を行っていたが、周囲に全く爆弾の痕跡を残さないことから、実行犯を特定できずにいた。
そんなある日、ペッパーの元にキリアンが現れる。かつては小さな研究所だったA.I.Mは、今や政府に認可されるほどの大きなシンクタンクとなっていた。キリアンはペッパーに、人間の脳の未使用領域を利用して人の能力を向上させる細胞“エクストリミス”の研究を行っていることを打ち明け、その研究開発を共同で行おうと提案するが、研究結果が軍事利用されるかもしれないと考えたペッパーは断る。一方、警備主任となっていたハッピーはキリアンとその同行者を不審に思い、彼らを尾行して、チャイニーズ・シアターで同行者が謎のスーツケースを浮浪者に渡す現場を押さえる。が、そのスーツケースに入っていた薬品を浮浪者が摂取した直後、高熱を発しながら爆発を起こす。周囲の民間人数名が犠牲になり、ハッピーも重傷を負って昏睡状態となってしまった。
事件を知ったトニーは、マスコミを通じて「お前の命はここまでと思え。いつでも受けて立つ」と、自宅の住所を公表してマンダリンに宣戦布告。情報収集を行い、テネシー州のある町で酷似した爆発事件が起きていたことを知る。その直後、マヤがエクストリミスの件で相談があると言ってトニーの家を訪れるが、マスコミのヘリに偽装したテロリストのヘリが襲撃してくる。まだ武装の配備や調整が万全でない“マーク42”の最新機能を何とか使いこなし、自宅を破壊されながらもペッパーとマヤの2人を逃し、自身も空を飛んで危機を脱するが、テネシー州に不時着したところでスーツは故障してしまう。トニーは現地で偶然出会った科学好きの少年・ハーレーの協力を得ながら爆発事件の現場や関係者を調べるうちに、爆発を起こした人間がキリアンの属しているA.I.Mに関わっていることを知る。
ローディの協力を得ながらマンダリンのアジトを突き止めたトニーは、マンダリン本人を尋問するが、マンダリンという人物は実在せず、本人とされていたのは金で雇われた売れない俳優のトレヴァー・スラッタリーであり、裏で糸を引いていたのはキリアンであるという事実を知る。キリアンはテン・リングスの紋章を利用すると共にマンダリンという架空のテロリストを作り上げてテロを起こさせ、それに乗じて各国の政府や軍に武器を売るというマッチポンプを行い、世界を裏で操ろうと画策していたのだ。その直後にトニーはローディと共にキリアンに囚われ、マヤと再会し、彼女がキリアンの手先だったことを知る。トニーはそこで、マヤはエクストリミスを平和利用の目的で広めるために止む無くキリアンに接触したこと、ペッパーもキリアンに捕まり、エクストリミスを投与されて拷問されていることを知らされる。トニーの説得でマヤはキリアンから離反するが彼の手で殺されてしまい、トニーもまた命の危機に瀕するが、J.A.R.V.I.S.とハーレーが修理したマーク42が飛来、これを装着したトニーはローディと共に反撃に転ずる。
クリスマスの夜、ペッパーが囚われた巨大タンカーに潜入したトニーとローディは、これまで開発したアーマーを全機召喚して“エクストリミス・ソルジャー”群に総攻撃をかけ、現場に捕らわれていた大統領を救出。続いてペッパーを発見するが、投薬で自らもエクストリミス・ソルジャーとなったキリアンの妨害にあい、トニーの奮闘むなしくペッパーは火災の炎の中に転落してしまう。怒りに燃えるトニーはキリアンとの一騎討ちの末、マーク42をキリアンに着せて自爆させるという奇策で重傷を負わせる。それでもなお立ち上がるキリアンだったが、同じくエクストリミスの作用で超人と化し、炎の中でも生き延びていたペッパーの反撃で死亡した。こうして一連の事件は決着し、ペッパーとトニーはお互いの愛を確かめ合うと、アーマー依存症の克服を宣言し、総攻撃で破壊されなかったアーマーを全てクリスマスの花火代わりに自爆させる。その後、ペッパーはトニーの開発した解毒剤で常人に戻り、トニーもアーク・リアクターを胸から外して心臓手術を受け、ミサイルの破片を胸から除去されて普通の人間に戻った。こうしてヒーローではなくなったトニーだが、「アーマーは私にとって繭だった。それを破って私は生まれ変わった」と述懐、新たな人生を歩むことを決意する。
（エンドロール後）全てを語り終えたトニーは傍らで聞いていたブルーズ・バナーに感想を求めるが、ブルースは話のほとんどを居眠りをしていて聞いていなかった。仕方なく、さらに幼少期に遡って語り始めたトニーにブルースが閉口する場面で物語は終わる。

## 登場人物・キャスト

### 主要人物
トニー・スターク / アイアンマン
演 - ロバート・ダウニー・Jr、日本語吹替 - 藤原啓治
パワードスーツを身に纏ったヒーロー“アイアンマン”である、大富豪の天才発明家にして慈善家。“アベンジャーズ”の中心的メンバーでもある。本作では、2012年5月のニューヨーク決戦の際の経験で、当時の戦いに関連する単語を聞くとパニック発作を発症するほど深刻なPTSDと不眠症を抱え込み、その不安を払拭するためにアイアンマン・アーマーの増産に没頭し、外出時にもアーマーを持参するなど“アーマー依存症”といっても過言でない状態にまで陥ってしまった。そんな悩みを引きずったまま新たな幾多の受難に襲われ、孤立無援の戦いに赴くこととなる。
ヴァージニア・“ペッパー”・ポッツ
演 - グウィネス・パルトロー、日本語吹替 - 岡寛恵
スターク・インダストリーズCEOにして、トニーの恋人。本作では、トニーと寝室を共にするほどの関係となったが、アーマーに依存する彼に危惧を抱き、互いの距離を不安に思うと共に、元同僚のキリアンから仕事を持ちかけられたことがきっかけで、これまで以上の危機に瀕してしまう。
ジェームズ・“ローディ”・ローズ / アイアン・パトリオット
演 - ドン・チードル、日本語吹替 - 目黒光祐
トニーの親友であるアメリカ空軍所属の軍人。以前は中佐だったが、本作では昇進して大佐となり、新たなアーマーの“アイアン・パトリオット”を装着して上層部の指示により紛争地域の鎮圧に出動する任務を請け負っている。
J.A.R.V.I.S.
声 - ポール・ベタニー、日本語吹替 - 加瀬康之

ハロルド・“ハッピー”・ホーガン
演 - ジョン・ファヴロー、日本語吹替 - 大西健晴
トニーやペッパーの親友でスターク社の警備部長。前作まではトニーの運転手だった。
スターク社を訪ねたキリアンとサヴィンに不審感を覚え、彼らを尾行してサヴィンとタガートの取引を目撃した後、タガートの自爆に巻き込まれ、意識不明で瀕死の重傷を負ってしまう。

### A.I.M.
アルドリッチ・キリアン
演 - ガイ・ピアース、日本語吹替 - 小原雅人
A.I.M.の創設者にして社長。1999年の大晦日に、ベルンの技術会議の会場でトニーのファンとして彼に声を掛けるが、結局取り付けた待ち合わせの約束を破られて1時間以上も待ちぼうけを食らい、投身自殺まで考えかけた過去がある。その後トニーへの復讐心と世の中への憎悪が芽生え、エクストリミスの効果で強化人間“エクストリミス・ソルジャー”となり、A.I.M.を拡大しつつエクストリミスの研究開発と人体実験を行っていた。そして、西側諸国最高権力者とテロリストを手中に収め、反テロ戦争を引き起こして世界市場を得ることを最終目的として暗躍する。
マヤ・ハンセン
演 - レベッカ・ホール、日本語吹替 - 東條加那子
エクストリミスを発明した植物学者兼DNA解析者。トニーとは、1999年の大晦日にベルンの技術会議に参加した際に、一夜だけを共に過ごした関係で、それっきり会っていなかった。しかし現在では、A.I.M.にエクストリミスを提供したことで、キリアンに従ってしまっている。
エレン・ブラント
演 - ステファニー・ショスタク、日本語吹替 - 山崎美貴
エクストリミス・ソルジャー。元は左前腕を欠損した身体障害者だったが、A.I.M.の実験で投与されたエクストリミスに適応し、キリアンの手先となった。エクストリミスの不適合者の母親であるデイヴィス夫人を始末する目的でローズヒルに現れ、トニーと激闘を繰り広げる。
エリック・サヴィン
演 - ジェームズ・バッジ・デール、日本語吹替 - 桐本琢也
エクストリミス・ソルジャー。かつて爆発に巻き込まれて脚を失った過去があり、被験者としてエクストリミスを投与されたことで脚が再生し、現在に至る。
キリアンの腹心として、彼のボディガードから、エクストリミスの被験者への接触、トニーとの戦闘までさまざまな活動にあたる。
トレヴァー・スラッタリー / マンダリン
演 - ベン・キングズレー、日本語吹替 - 麦人
テロリスト“マンダリン”を名乗る謎の男。エクストリミスの爆破事件が発生すると、電波ジャックで犯行声明の映像を送る。しかしその正体は、仰々しい演技を見込まれてキリアンに誘われ、鬼気迫るマンダリン役を演じることとなった舞台俳優である。
後に『マーベル・ワンショット』の『王は俺だ』では、主役として登場する。

### その他の登場人物
ハーレー・キーナー
演 - タイ・シンプキンス、日本語吹替 - 関根航
ローズヒルに住む小学生の少年で、憧れのヒーローはアイアンマン。機械いじりが趣味らしく、プログラミングの素養も少々持っている。そのためぞんざいに扱われることもあったが、孤立無援状態となったトニーから頼りにされると同時に、彼を立ち直らせ、一歩前に進ませるきっかけも作ることになる。
マシュー・エリス
演 - ウィリアム・サドラー、日本語吹替 - をはり万造
アメリカ合衆国大統領。一国の首相として相次ぐマンダリンのテロ活動に立ち向かおうとするも、窮地に陥ってしまう。
後に『エージェント・オブ・シールド』のシーズン3にも、数回登場する。
ロドリゲス
演 - ミゲル・フェラー、日本語吹替 - 長克巳
アメリカ合衆国副大統領。裏でキリアンと内通している。
ジャック・タガート
演 - アシュレイ・ハミルトン、日本語吹替 - 山岸治雄
アメリカ陸軍の兵士。被験者としてエクストリミスを投与され、体調に異変を来たした結果、エクストリミスに適合してなかった身体が限界を迎えて、居合わせたハッピーやサヴィンを巻き込んで爆死する。
チャド・デイヴィス
演 - ジェームス・ラックリー、日本語吹替 - 佐藤せつじ
アメリカ陸軍の軍曹。被験者として志願し、エクストリミスを投与されたが、身体に適応しなかったため、故郷のローズヒルで爆死事件を起こす。
デイヴィス夫人
演 - デイル・ディッキー、日本語吹替 - 北條文栄
テネシー州のローズヒルに住む、壮年の女性。息子のチャドをエクストリミスで失っており、トニーに息子が所持していた機密ファイルを託す。
トーマス・リチャーズ
演 - トム・ヴァーチュー
ロクソン・オイル社の会計士。マンダリンに捕まり、その様子を電波ジャックで生中継されてしまう。
ゲイリー
演 - アダム・パリー、日本語吹替 - 丸山壮史
ミスコン会場で働いていたカメラ・オペレーター。トニーの大ファンで、彼から無線LANを使用するために協力してほしいと頼まれ、引き受ける。
ウー
演 - ワン・シュエチー、日本語吹替 - 星野充昭
心臓外科専門の中国人医師。ベルンの技術会議でインセンがトニーに紹介した。本作のラストでトニーの心臓からミサイルの破片を取り除く。
通常バージョンでは小登場している。中国バージョンでは出演箇所が増やされ、また彼の助手の1人としてファン・ビンビンも出演している。
ホー・インセン
演 - ショーン・トーブ、日本語吹替 - 井上倫宏
嘗て『アイアンマン』でトニーの命の恩人となった外科医兼物理学者。本作で1999年のベルンの技術会議の模様が描かれる。そこでトニーにドクター・ウーを紹介する。

### ノンクレジット・カメオ出演
審査員
演 - スタン・リー
トニーが立ち寄ったミスコン会場で、コンテストの審査員を務めていた老人。
ブルース・バナー / ハルク
演 - マーク・ラファロ、日本語吹替 - 宮内敦士
スーパーソルジャー計画の再現実験中に、ガンマ線を大量に浴びたことで、緑色の大男“ハルク”へと変身してしまう体質となってしまった天才生物学者で、トニーの戦友でもあるアベンジャーズの中心的メンバー。
本作ではエンドロール後に登場し、トニーから本作の一部始終を聞かされている。
- その他：行成とあ、星野貴紀、水落幸子、天田益男、玉野井直樹、根本泰彦、喜山茂雄、梅津秀行、真山亜子、松本忍、関雄、杉村憲司、早志勇紀、武田幸史、後藤光祐、岡田恵、山本格、後藤ヒロキ、川原慶久、棟方真梨子、宗川めぐみ、小柳良寛、原島梢、御沓優子、小林加奈、中西としはる、松浦裕美子、池田優佳、藤巻勇威

## 設定・用語

### テクノロジー

#### パワードスーツ
アイアンマン・アーマー
本作ではマーク1から42までの42着が登場するが、トニーが劇中で装着したのはマーク42をはじめ、15、16、33、40である。本作に於いて、装着したもの・未装着のもの含め、全て破棄される。
アイアン・パトリオット
本作でローディが装着するアーマー。中盤でサヴィンに悪用された。

#### その他のテクノロジー
アーク・リアクター
本作のラストでトニーは、これまで心臓保護用に使用していたリアクターを取り外し、マリブの海へ投げ捨てる。
武器セット
アイアンマン・アーマーを使用できない状態のトニーが、ホームセンターで買い漁ったさまざまな資材と最小限の工具で作り上げた即席の武器一式。
J.A.R.V.I.S.
トニーの優秀な電脳執事たるAI。本作では武装ヘリの襲撃以降、普段からは想像できないような描写が多い。
DUM-E（ダミー）&U（ユー）
トニーの発明品の2台のロボットアーム。武装ヘリの襲撃時に2台とも水没してしまったが、物語のラストでトニーにサルベージされ、マリブを後にする。
エクストリミス
マヤが発明し、A.I.M.が完成させたナノマシン。人間の生体電位をコントロールする技術である。
体内に投与し、適応した被験者は驚異的な回復能力と身体能力・高熱を発し操る能力を得られるが、適応しなかった者は、体内でエネルギーが暴発し人間爆弾となってしまう。
ホログラム再生機
キリアンが使用する、ホログラム再生用のツール。

### 銃火器・ビークル

#### 銃火器
- ハンドガン
  - ベレッタ 92FS Inox - ローディがスラッタリーの豪邸のガードマンから奪取し、クライマックスの戦闘に使用する。
  - キンバー・カスタム - ブラントは酒場の客から、トニーはスラッタリーの豪邸のガードマンからそれぞれ奪取・使用する。
  - SIG SAUER P229R - サヴィンは大統領SPから、トニーはスラッタリーの豪邸のガードマンからそれぞれ奪取・使用する。
  - グロック17 - サヴィンが愛用し、エリスも大統領SPが落としたものを一度構える。
  - H&K P7M13 - スラッタリーがリチャーズに対して使用する。
  - SIG SAUER P226
- サブマシンガン
  - イングラムM10 - トニーが豪邸のガードマンから奪取し、リパルサーと併用する。
  - H&K MP5K
  - Vz 61
- ショットガン
  - レミントンM870 - ブラントがローズヒルの住人のものを奪い取って使用する。
- ライフル
  - AK-47
    - AKM
    - AKMSU - スラッタリーが犯行声明の記録映像内で使用する。

  - M4A1
- 軍用火炎放射器
  - M2火炎放射器

#### ビークル
- 車両
  - アウディ・R8 eトロン - 物語の前半とラストシーンにトニーが愛車として運転し、前者は白で後者は赤と、車体色が異なる2輌が登場する。
  - アウディ・S7 C7 - ペッパーの愛車として登場する。
  - メルセデス・ベンツ・W126 - スラッタリーの護送に運用される。
  - ランドローバー・レンジローバー
    - 2代目 - スラッタリーの護送に運用される。
    - 3代目 - サヴィンがキリアンの護送に運用する。

  - アウディ・A8 D4 L4.0TFSIクワトロ - サヴィンが本車両でローズヒルに現れるが、トニーに奪われて彼の移動手段として利用される。
  - メルセデス・ベンツ・スプリンター [W906] - ゲイリーの中継車両として登場する。
  - フォード・B・シリーズ - 物語のラストでハーレイのスクールバスとして登場する。
  - フォード・マスタング 初代 - トニーがハーレイに物語のラストでプレゼントする。
- 航空機
  - ベル 407 - スターク邸に現れた3機の武装ヘリ。取材ヘリに擬装してスターク邸を攻撃・破壊するが、トニーの反撃で2機撃墜される。
  - VC-25 - エリスや彼の部下たちが乗り込むエアフォース・ワン。物語の後半で、奪ったアイアン・パトリオットを装着してローディになりすましたサヴィンに襲撃され、最終的に空中で爆散してしまう。

### 組織・地域・船舶

#### 組織
スターク・インダストリーズ
ペッパーがCEOを務める巨大複合企業。軍需産業撤退から経営が不安定となっていたが、本作では持ち直した様子を見せた。
A.I.M.
キリアンが経営するシンクタンク。フルネームは“Advanced. Idea. Mechanics.”。
テン・リングス
嘗てアフガニスタンでトニーを拉致した無国籍テロリスト集団。

#### アメリカ合衆国
カリフォルニア州
スターク邸
マリブポイント10880にある、トニーの豪邸。本作ではテン・リングスの偽装された武装ヘリにより完全に破壊され水中に没した。
事件解決後に、トニーはニューヨークにあるスターク・タワーへと引っ越した。
ワークショップ
スターク邸地下にあるトニーのラボ。
スターク・インダストリーズ本社屋
ロサンゼルスにあるスターク社の本社屋。
ネプチューンズ・ネット
海沿いにあるレストラン。ここでトニーはローディからエクストリミスによる事件の情報を伝えられるが、その途中にサインを頼んできた子どもたちとのやりとりでニューヨーク決戦でのトラウマを引き起こし、パニック状態となる。
チャイニーズ・シアター
中国寺院風の劇場。ここでサヴィンとタガートが取引を行い、サヴィンを追ってきたハッピーがタガートの自爆に巻き込まれてしまう。
マーシー病院（Mercy Hospital）
重傷を負ったハッピーが入院した病院。ここの出入り口前でトニーは、マスコミを通してマンダリンへの挑発行為をとってしまう。
テネシー州
ローズヒル（Rose Hill）
デイヴィス親子やハーレイが住む田舎町。劇中では酒場やダイナーのほか給水塔などが確認できる。マンダリンのテロ以前にチャド・デイヴィスによる爆死事件があり、彼を含めて6人が犠牲となった。アーマーを使用不能となったトニーと、ブラント&サヴィンの戦場と化してしまい、給水塔が倒壊するなどの被害を受ける。
ハミルトン記念館（Hamilton County Memorial Hall）
チャタヌーガにある、ミスコンが開催されていた施設。トニーはここに立ち寄り、ゲイリーの協力を得て、A.I.M.のエクストリミス実験の証拠映像を視聴する。
フロリダ州
豪邸
キリアンがスラッタリーに与えたマイアミの邸宅。広い敷地を持ち、屋敷内には居住設備のほか、テレビの電波ジャック用の放送設備や合成撮影のためのスタジオ、実験器具とさまざまな種類の植物が置かれた薄暗い研究室が点在する。この施設はスラッタリーが暮らすだけでなく、前述の研究室でマヤが働き、キリアンの指示でマンダリンの犯行声明を発信する拠点としても利用される。
ロクソン・ノルコ号（Roxxon Norco）
フロリダ沖の埠頭に停泊する石油タンカー。かつてこの船がペンサコーラ沖で原油流出事故を起こし、所有する“ロクソン・オイル社”の重役たちがマシュー・エリス大統領によって不起訴となった一件があり、「テロリストであるマンダリンがエリスを処刑する」という大義名分のためにキリアンがこの事実を利用し、エリスを抹殺しようとした。その後、このタンカーと周辺がトニーとローディ、エクストリミス・ソルジャー軍団による戦闘の場となる。
なおこのタンカーを所有する“ロクソン・オイル社”は、『アイアンマン』の頃から背景などに社名やロゴが映っており、本作の後にマーベル・テレビジョン製作の『エージェント・オブ・シールド』などの『MCU』のドラマ各作品にも、登場する。

#### パキスタン
南アジアに位置する国家。ローディは、電波ジャックで放送されるマンダリンの映像の送信元がこの国家であると突き止められると、現地へ出動し捜索を開始するも、2度の誤情報の末に安物スポーツウェアの縫製工場で作業員になりすましたエクストリミス・ソルジャーに捕まってしまう。

## 製作

### 企画
『アイアンマン2』の公開後、マーベルの特定作品の配給権を持っていたパラマウント映画とマーベル・エンターテインメントの親会社であるウォルト・ディズニー・カンパニーが対立し、3作目の製作が不透明となった。2010年10月18日、ウォルト・ディズニー・ピクチャーズは『アイアンマン3』と『アベンジャーズ』の世界配給権をパラマウント映画から買い取った。パラマウントは製作には残留している。ディズニー、マーベル、パラマウントは『アイアンマン3』の公開日を2013年5月3日と発表した。
2010年12月、『アイアンマン』および『アイアンマン2』の監督であるジョン・ファヴローは、『マジック・キングダム』を優先するために『アイアンマン3』の監督を降板した。彼は、ジョス・ウィードン監督による関連作『アベンジャーズ』では製作総指揮、『アイアンマン3』では製作を務める。2011年2月、シェーン・ブラックと監督契約の最終交渉に入り、さらに彼は脚本も執筆することとなり、さらに3月にはドリュー・ピアースが共同脚本家として雇われた。ブラックは本作について現実世界にいるような悪人と戦う「トム・クランシー風スリラー」になると説明した。

### プリプロダクション
2011年9月、マーベル・スタジオズはノースカロライナ州ウィルミントンのEUE/スクリーン・ジェムズ・スタジオで主に映画を撮影することで合意に達した。他にミシガン州で製作する案もあったが、ミシガン・フィルム・オフィスはノースカロライナ州の税制上の優遇措置を一致させることができなかった。2012年4月、ベン・キングズレーを『アイアンマン3』の悪役として出演交渉中であると報じられた。映画の偽のワーキング・タイトルは『Caged Heat』であり、マーベル・スタジオはトナ・B・ダールキスト・キャスティング会社と共にノースカロライナ州内でエキストラを探した。翌週、製作者のケヴィン・フェイグは『アイアンマン3』はノースカロライナ州で「5週間」撮影し、「全力のトニー・スターク中心の映画だ...『アイアンマン』の前半の影響をとても受けている...彼は丸裸になり、壁にぶつかったので、そこから知恵を絞らなければならない。彼はソーを呼べない、彼はキャップを呼べない、彼はニック・フューリーを呼べない、そして彼は空でヘリキャリアーを探すことができない」と述べた。4月末、ウォルト・ディズニー・カンパニー・チャイナ、マーベル・スタジオズ、DMGエンターテインメントは中国で『アイアンマン3』を共同製作する契約を発表した。またDMGは中国でディズニーと共同で配給も行う。
4月20日、ガイ・ピアースは原作コミックの "Extremis" のエピソードで登場するアルドリッチ・キリアン役として最終交渉に入っていると報じられた。さらに中国の俳優アンディ・ラウがトニー・スタークの旧友で中国の科学者役での出演交渉がなされた。またジェシカ・チャステインも出演が打診されたが、スケジュールの都合により断念された。彼女の代わりにレベッカ・ホールがキャストに加わった。彼女の役割は「エクストリミスというナノテクノロジーの創出において重要な役割を果たしている科学者」として記されている。さらに数週後、ジェームズ・バッジ・デールが悪役のエリック・サヴァン、アシュレイ・ハミルトンが同じく悪役のファイアーパワー、そして前2作と同じくジョン・ファヴローがハッピー・ホーガンにキャスティングされた。ウィリアム・サドラーもまた役名不明ではあるが出演が報じられている。『アベンジャーズ』でマリア・ヒルを演じたコビー・スマルダーズが本作にも出演するという報道がなされたが、スマルダーズはtwitterでこれを否定している。

### 撮影
撮影は2012年5月23日よりノースカロライナ州ウィルミントンのEUE/スクリーン・ジェムズ・スタジオで開始された。6月4日から6日にはケーリーのEpic Games本社で行われ、巨大なクリスマスツリーがセットされた。他にウィルミントン国際空港でも撮影された。ノースカロライナ州でのセットの画像には「アイアン・パトリオット」らしきスーツが写っていた。
それは後に赤と白と青色に塗られたウォーマシーンのアーマーであると報じられた。また、アドバンスド・アイデア・メカニクスのロゴが入った建造物の写真が公開された。6月下旬、EUE/スクリーン・ジェムズ・スタジオで巨大な貯水槽がスタークのマリブの邸宅を破壊し、海に落とす場面で使われたと報じられた。また同月、アンディ・ラウは第一子が生まれたために出演を断っていたことが報じられた。ラウの降板後、代役に陳道明とWu Xiuboが候補となった。また中国の女優のヤオ・チェンと范冰冰が別の役で候補となった。
7月19日から8月1日までにはオークアイランドで「太平洋上の空中降下の撮影」が行われた。7月下旬にはステファニー・ショスタクがキャストに加わったことが報じられた。8月上旬にはノースカロライナ州ローズヒルで撮影された。8月14日、女優のデイル・ディッキーがキャストに加わり、現在出演場面を撮影中であることを明かした。8月15日、ダウニーが足首を負傷したために製作が一時中断された。8月24日、撮影は再開された。9月上旬、ラウの代役としてワン・シュエチーがチェン・ルー役にでキャスティングと報じられた。
デーニア・ビーチと南フロリダ周辺の場面の撮影のため、キャストとスタッフは10月1日にはフロリダ州に到着した。同日、負傷していたダウニー・Jrがセットに戻った。10月上旬、マリブのレストランのネプチューンズ・ネットのレプリカで撮られ、さらに撮影がビスカヤ博物館と庭園で行われた。10月半ばにはウィルミントンに戻り、追加撮影が行われた。11月1日、ビスカヤ博物館と庭園とアフガニスタンの村市場のように装飾された廃工場で撮影された。アメリカ合衆国での撮影は11月7日にウィルミントンで完了した。
12月10日より中国の北京市での撮影が始まった。撮影は12月17日までの1週間を予定していた。中国での撮影は主要キャストやスタッフ抜きで行われた。2013年1月、シェーン・ブラック率いる撮影クルーが1月20日から24日までのインドでのロケーション・スカウティングを行っていると報じられた。また1月、ドン・チードルはカリフォルニア州のマンハッタンビーチで撮影が行われていることを明かした。また2013年1月23日の週にはTCL・チャイニーズ・シアターでも撮影が行われた。

### ポストプロダクション
視覚効果スーパーバイザーはクリス・タウンゼントが務め、2000箇所に及ぶVFXショットが17のスタジオ（WETAデジタル、デジタル・ドメイン、スキャンラインVFX、トリックスター、フレームストア、ルマ・ピクチャーズ、フェルVFX、カンティナ・クリエイティヴ、シネサイト、エンバシー・ビジュアル・エフェクト、ローラ、キャピタルT、プロローグ、ライズFXなど）によって作成された。アイアンマンスーツのCGモデル制作は当時デジタル・ドメインに在籍していた成田昌隆が担当したが、製作途中で同社が倒産したためVFX作業の多くがWETAデジタルに引き継がれた。

## 音楽
2012年10月、ブライアン・タイラーが映画音楽の作曲契約を交わした。
2013年3月、ディズニー・ミュージック・グループは、コンセプト・アルバム『ヒーローズ・フォール』とサウンドトラック盤を発売を発表した。2013年4月30日にハリウッド・レコードとマーベル・ミュージックより発売された。

## 公開
世界配給はウォルト・ディズニー・ピクチャーズが行う。中国ではDMGエンターテインメント、ドイツとオーストリアではTele München Gruppeより公開される。中国では、同国の観客向けの場面を追加した「中国バージョン」が公開された。このバージョンではウー博士の場面などの4分間のカットが追加され、また中国製品のプロダクトプレイスメントも含まれる。アメリカ合衆国では2013年4月24日にエル・キャピタン・シアターでプレミア上映が行われた。イギリスでは当初4月17日にプレミアが行われる予定であったが、元イギリス首相のマーガレット・サッチャーの葬儀と重なったために18日に変更された。日本の名古屋市のコロナシネマワールド含めた世界各国の4DX方式を備えた劇場では同方式での上映がなされた。

### マーケティング
2012年7月、サンディエゴ・コミコン・インターナショナルで、今作より新しく登場するアイアンマンのアーマーが前2作と『アベンジャーズ』のアーマーと共に展示された。パネルではシェーン・ブラック、ロバート・ダウニー・Jr、ドン・チードル、ジョン・ファヴロー、ケヴィン・フェイグが語らい、数分の映像が流された。初めてのテレビ広告はアメリカ合衆国CBSネットワークで中継された第47回スーパーボウルの際に放送された。2013年3月25日、マーベルとディズニーは、本作中以前にトニー・スタークが作ったアーマーを紹介する公式Facebookページ「Iron Man 3: Armor Unlock」を公開した。

### ホームメディア
『アイアンマン3』のBlu-rayおよびDVDは2013年9月4日に発売された。

## 評価

### 批評家の反応
2013年6月7日時点でRotten Tomatoesでは264件の批評家レビューで支持率は78%となっている。またMetacriticでは43件のレビューで加重平均値は62/100となった。

### 興行収入
2013年6月5日時点で北アメリカで3億8682万3292ドル、それ以外の国々で7億9520万ドル、全世界で合計11億8202万3292ドルを売り上げている。世界興行収入は歴代8位、2013年公開作品では1位、マーベル・シネマティック・ユニバース作品としては『アベンジャーズ』に次いで2位、『アイアンマン』の映画作品の中では1位単独のスーパーヒーローを描いた作品としては歴代1位、ディズニー配給作品としては2位の成績である。世界公開初週末興行収入は3億7250万ドルで歴代7位の成績である。2013年5月3-5日の週末には全世界のIMAX劇場で2860万ドルを売り上げるが、これは歴代1位の成績である。公開23日目にはディズニー映画としては史上6作目、全映画の中では史上16作目となる10億ドル超えを達成した。これは4位の到達日数である。2010年にディズニーが交わした契約により、パラマウント映画は『アイアンマン3』の興行収入の内9%を得る。
北アメリカ以外
アメリカ合衆国とカナダ以外の全市場では歴代で7位、2013年公開作品としては1位、スーパーヒーローおよびコミック原作映画としては歴代2位、ディズニー配給作品としては歴代3位の成績である。公開初日（2013年4月24日水曜）には12カ国で1320万ドルを売り上げた。4月28日までの5日間の初週末興行収入はで42カ国で1億9800万ドルであった。この初週末興行収入にはIMAX上映分の710万ドルも含まれている。フィリピン、台湾、シンガポール、ベトナム、マレーシア、中国、ウクライナ、ロシアおよび独立国家共同体（CIS）では初日興行収入記録が塗り替えられた。またタイと南アフリカでは初日および単日興行収入記録が塗り替えられた。またアルゼンチンでは『ハリー・ポッターと死の秘宝 PART2』に次いで歴代2位の初日興行収入であった。アルゼンチン、エクアドル、香港、インドネシア、ベトナム、台湾、フィリピン、マレーシア、シンガポール、タイ、南アフリカ、アラブ首長国連邦では公開初週末記録を更新した。メキシコブラジル、ロシアおよびCISでは歴代2位の初週末成績であった。インドでは『アメイジング・スパイダーマン』以降のハリウッド映画としては2位の初週末興行収入であった。台湾、オランダ、ブラジル、フィリピンではIMAX劇場の初週末記録を更新した。インドネシア、マレーシア、ベトナムでは累計興行収入で歴代最高となった。北米外市場では3週連続で週末興行収入1位を記録した。
製作にも携わった中国では深夜上映で210万ドル、初日に2150万ドルを売り上げ、それぞれ新記録となった。初週末全体では6410万ドルを売り上げた。中国での累計興行収入は1億2070万ドルを超え、韓国（6420万ドル）、イギリス・アイルランド・マルタ（5610万ドル）を凌いで北米外市場で最高の成績となった。
日本では25.3億円の累計興行収入、2013年年間ランキング12位となっている。
北アメリカ
2013年6月3日時点で、アメリカ合衆国とカナダ市場では2013年最高の興行収入であり、コミック原作およびスーパーヒーロー映画としては歴代5位の成績である。公開初日の興行収入は6890万ドル（深夜上映の1560万ドルを含む）で、歴代7位の成績である。公開初週末3日間の興行収入は1億7410万ドルで、『アベンジャーズ』に次いで歴代2位の記録である。公開初週末の観客のうち55%が25歳以上、61%が男性であり、45%が3D劇場からの売り上げであった。IMAX劇場のみでは初週末に1650万ドルを売り上げた。2週目末には7250万ドルを売り上げて連続1位となったが、これは歴代4位の成績である。

### 受賞とノミネート
| 年   | 賞                       | 部門                                       | 対象                             | 結果       | 出典    |
| ---- | ------------------------ | ------------------------------------------ | -------------------------------- | ---------- | ------- |
| 2013 | ゴールデン・トレーラー賞 | サマー・ブロックバスター・トレーラー賞     | 『アイアンマン3』 - "Not Afraid" | 受賞       | [ 116 ] |
| 2013 | ゴールデン・トレーラー賞 | アクション賞                               | 『アイアンマン3』 - "Not Afraid" | ノミネート | [ 116 ] |
| 2013 | ゴールデン・トレーラー賞 | 音響編集賞                                 | 『アイアンマン3』 - "Not Afraid" | ノミネート | [ 116 ] |
| 2013 | ゴールデン・トレーラー賞 | サマー・ブロックバスター・テレビスポット賞 | 『アイアンマン3』 - "Escape"     | ノミネート | [ 116 ] |

## 他のMCU作品とのタイ・イン
- 本作は『アベンジャーズ』で起きたニューヨークでの戦いの７ヶ月後となっており、アベンジャーズの活躍の話題やトニーのセリフから「40年代の超人兵士やら、ハンマーを持った神様やらが」とキャプテン・アメリカとマイティ・ソーの存在が登場している。
- 本作冒頭のパーティでホー・インセンが短くはあるがトニーと会話しており、一作目の獄中での「以前会ったことがある」と語るシーンに繋がっている。
- 本作のエンドロール終了後、ハルク/ブルース・バナーがトニーの話の聞き役としてカメオ出演している（演じているのは『アベンジャーズ』でバナーを演じたマーク・ラファロ）。
- 本作のエンドロール終了後に「トニー・スタークは帰ってくる(Tony Stark will return)」と表示されるが、これは『アベンジャーズ』の続編のことを指しており、本作はその序章である。

## 関連情報
- 本作も『アイアンマン2』と同様にオラクル社の製品が登場している。
- 入院しているハッピーの病室のテレビには、「ハッピーが好きだ」という設定によりイギリスのテレビドラマ『ダウントン・アビー』が映されている。

## テレビ放送
| 回数 | テレビ局   | 番組名（放送枠名） | 放送日       | 放送時間      | 放送分数 | 視聴率 |
| ---- | ---------- | ------------------ | ------------ | ------------- | -------- | ------ |
| 1    | 日本テレビ | 金曜ロードSHOW!    | 2015年8月7日 | 21:00 - 22:54 | 114分    | 8.3%   |

- 視聴率はビデオリサーチ調べ、関東地区・世帯・リアルタイム。